# Taupieczycy
Taupieczycy (biał. Таўпечыцы; ros. Толпечицы, pol. hist. Tołpieczyce) – wieś na Białorusi, w obwodzie mohylewskim, w rejonie mohylewskim, w sielsowiecie Kniażyce.
Do 1917 położona była w Rosji, w guberni mohylewskiej, w powiecie mohylewskim. Była wówczas siedzibą gminy Tołpieczyce. Następnie w granicach Związku Sowieckiego. Od 1991 w niepodległej Białorusi.